# Soirée disco
Singles de Boris
Miss Camping
(1996)
Soirée disco est une chanson dance de Boris, pseudonyme du DJ et animateur de radio français Philippe Dhondt. Premier single de l'album Boris, il sort en fin d'année 1995 et remporte un grand succès en France et en Belgique.

## Histoire
Depuis 1983, Philippe Dhondt est animateur et DJ sur la radio FM Galaxie. En 1992, il invente un personnage appelé Boris et l'utilise dans de nombreuses histoires imaginaires qu'il raconte aux auditeurs. Trois ans plus tard, il sort un album sur lequel figure Soirée disco,. Écrite et composée par Bruno van Garsse, M. de San Antonio, Benoît Marissal et Philippe Dhondt, la chanson est produite par Bruno van Garsse et Benoît Marissal. 
Dans un premier temps, sa notoriété reste cantonnée au milieu underground, puis Soirée disco est mise en avant par la maison de disques et se fait de plus en plus connaître. Arthur la choisit comme générique pour son émission La Fureur du samedi soir et les DJ la diffusent progressivement dans les boîtes de nuit. Ainsi, entré à la 43e place du classement des meilleures ventes de singles le 22 janvier 1996, le titre atteint huit semaines plus tard la première place. La même année, le single est certifié disque d'or par le Syndicat national de l'édition phonographique (SNEP) et finit onzième des meilleures ventes de singles de l'année 1996.
Amie de Philippe Dhondt, l'animatrice Nathalie Vincent figure dans le clip de la chanson : « On a vécu des choses incroyables car la chanson est devenue un tube, se souvient-elle. Je dansais sur le clip, nous avons fait des spectacles à travers la France, la Belgique mais aussi à la Réunion. ». 

## Versions

### CD single
1. Soirée disco (fais le beau mix)
2. Soirée disco (la gentille radio mix)

### CD maxi - Remixes
1. Soirée disco (l'étoile mix) (4:52)
2. Boris et la fée (6:41)
3. Soirée disco (la fureur mix) (5:19)

### 12" maxi - Remixes (France, 1996)
1. Soirée disco (l'étoile mix) (4:52)
2. Boris et la fée (6:41)
3. Soirée disco (la fureur mix) (5:19)

### 12" maxi - Remixes (Belgique)
1. Soirée disco (top délire méga groove) (5:18)
2. Soirée disco (crazy mix) (5:18)
3. Boris et la Fée (domme mix) (6:54)
4. La Danse des gros (fat mix) (4:50)

### 12" maxi - Remixes (France, 1995)
1. Soirée disco (fais le beau mix) (6:00)
2. Soirée disco (Boris l'genre de mec qui parle tout seul) (2:23)
3. Soirée disco (fais le beau radio mix) (3:47)
4. Soirée disco (top délire méga groove) (5:21)

## Participants
- Musique et texte : Bruno van Garsse, M. de San Antonio, Philippe Dhondt, Benoît Marissal
- Mixée par Sébastien Darras et Jacky Meurisse aux studios Black Out
- Produite par Bruno van Garsse et Philippe Dhondt
- Producteur exécutif : Michel Nachtergaele pour Black Out Records
- Éditions : Nowdi Music / Sony Music Publishing

## Certifications
| Pays   | Certification | Date | Ventes certifiées | Ventes réelles |
| ------ | ------------- | ---- | ----------------- | -------------- |
| France | Or            | 1996 | 250,000           | 376,000        |